# Symploce japonica
Symploce japonica är en kackerlacksart som först beskrevs av Robert Walter Campbell Shelford 1907.  Symploce japonica ingår i släktet Symploce och familjen småkackerlackor. Inga underarter finns listade i Catalogue of Life.